# Ворау
Ворау (нім. Vorau) — ярмаркова комуна  (нім. Marktgemeinde)  в Австрії, у федеральній землі Штирія.
Входить до складу округу Гартберг-Фюрстенфельд. Населення становить 1,374 осіб (станом на 31 грудня 2013 року). Займає площу 4 км². У Форау є початкова школа, нова середня школа, Політехнічний курс і сільськогосподарський коледж.

## Видатні мешканці
- Маріо Соннляйтнер — австрійський футболіст, захисник клубу «Рапід» (Відень).
- Норберт Гофер  — австрійський політик, член Партії свободи. Кандидат у президенти на виборах у 2016 р.